# Arvillard
Arvillard település Franciaországban, Savoie megyében. Lakosainak száma 849 fő (2022. január 1.). Arvillard Allevard, La Chapelle-du-Bard, Détrier, Presle, Saint-Rémy-de-Maurienne és Valgelon-La Rochette községekkel határos.

## Népesség
A település népességének változása:
| Lakosok száma | 840  | 846  | 865  | 854  | 858  | 850  | 846  | 835  | 849  |
|               | 2013 | 2015 | 2016 | 2017 | 2018 | 2019 | 2020 | 2021 | 2022 |